# Resolutie 2072 Veiligheidsraad Verenigde Naties
Resolutie 2072 van de Veiligheidsraad van de Verenigde Naties werd op 31 oktober 2012 unaniem aangenomen door de VN-Veiligheidsraad. De resolutie stond de Afrikaanse Unie toe haar vredesmacht AMISOM in Somalië met een week te verlengen. Tot deze korte verlenging werd besloten doordat het Hoofdkwartier van de Verenigde Naties in New York drie dagen gesloten moest blijven vanwege de overtocht van de orkaan Sandy in de regio terwijl het mandaat van AMISOM die dag om middernacht afliep. Op 7 november 2012 werd door Resolutie 2073 opnieuw een verlenging, van vier maanden ditmaal, goedgekeurd.

## Achtergrond
In 1960 werden de voormalige kolonies Brits Somaliland en Italiaans Somaliland onafhankelijk en samengevoegd tot Somalië. In 1969 greep het leger de macht en werd Somalië een socialistisch-islamitisch land. In de jaren 1980 leidde het verzet tegen het totalitair geworden regime tot een burgeroorlog en in 1991 viel het centrale regime. Sindsdien beheersten verschillende groeperingen elk een deel van het land en viel Somalië uit elkaar. Toen milities van de Unie van Islamitische Rechtbanken de hoofdstad Mogadishu veroverden, greep buurland Ethiopië in en heroverde de stad. In 2007 stuurde de Afrikaanse Unie met toestemming van de Veiligheidsraad 8000 - later 12.000 - vredeshandhavers naar Somalië. In 2008 werd piraterij voor de kust van Somalië een groot probleem. In september 2012 trad na verkiezingen een nieuwe president aan die met zijn regering de rol van de tijdelijke autoriteiten die Somalië jarenlang hadden bestuurd moest overnemen.

## Inhoud
De Veiligheidsraad,
- Herinnert aan alle voorgaande resoluties en verklaringen over de situatie in Somalië, en in het bijzonder de resoluties 1772, 2010 en 2036.
- Wijst op de uitzonderlijke omstandigheden in New York vanwege orkaan Sandy.
- Om die reden was een korte verlenging van het mandaat van de AMISOM-vredesmacht nodig.
- De situatie in Somalië blijft de vrede en veiligheid in de regio bedreigen.
- Handelend onder hoofdstuk VII van het Handvest van de Verenigde Naties:
- Besluit de lidstaten van de Afrikaanse Unie hun vredesmacht tot 7 november 2012 te laten behouden en hen toe te staan om alle nodige maatregelen te nemen ter uitvoering van het mandaat.

## Verwante resoluties
- Resolutie 2060 Veiligheidsraad Verenigde Naties
- Resolutie 2067 Veiligheidsraad Verenigde Naties
- Resolutie 2073 Veiligheidsraad Verenigde Naties
- Resolutie 2077 Veiligheidsraad Verenigde Naties

Lijst ·  2033 ·  2034 ·  2035 ·  2036 ·  2037 ·  2038 ·  2039 ·  2040 ·  2041 ·  2042 ·  2043 ·  2044 ·  2045 ·  2046 ·  2047 ·  2048 ·  2049 ·  2050 ·  2051 ·  2052 ·  2053 ·  2054 ·  2055 ·  2056 ·  2057 ·  2058 ·  2059 ·  2060 ·  2061 ·  2062 ·  2063 ·  2064 ·  2065 ·  2066 ·  2067 ·  2068 ·  2069 ·  2070 ·  2071 ·  2072 ·  2073 ·  2074 ·  2075 ·  2076 ·  2077 ·  2078 ·  2079 ·  2080 ·  2081 ·  2082 ·  2083 ·  2084 ·  2085